# سارة بيا أندرسون
سارة بيا أندرسون (بالإنجليزية: Sarah Pia Anderson)‏ هي مخرجة بريطانية، ولدت في 19 يوليو 1952 في سانت ألبانز في المملكة المتحدة.

## وصلات خارجية
- الموقع الرسمي
- سارة بيا أندرسون على موقع IMDb (الإنجليزية)
- سارة بيا أندرسون على موقع قاعدة بيانات الفيلم (الإنجليزية)